# Sopo
Sopo es una freguesia portuguesa del municipio de Vila Nova de Cerveira, con 12,91 km² de superficie y 557 habitantes (2011). Su densidad de población es de 43,2 hab/km².